# 세인트 앤 솔저 더 비기닝
《세인트 앤 솔저 더 비기닝》(Saints And Soldiers)은 미국에서 제작된 라이언 리틀 감독의 2003년 액션, 전쟁, 드라마, 모험 영화이다. 벌지 전투 중 말메디 대학살 이후 발생한 사건들에 어느 정도 기반을 두고 있다. 코빈 알레드 등이 주연으로 출연하였고 라이언 리틀 등이 제작에 참여하였다.

## 출연

### 주연
- 코빈 알레드
- 알렉산더 폴린스키
- 커비 헤이보른
- 래리 바그비
- 피터 애슬 호든

### 조연
- 크리스 클락
- 커트 도셋
- 벤자민 굴리
- 링컨 호페

## 기타
- 협력프로듀서: 브라이언 브로우
- 미술: 스티븐 A. 리
- 배역: 제니퍼 버스터